# La Noce (Tchekhov)
Pour les articles homonymes, voir La Noce.
La Noce (russe : Свадьба) est une comédie en un acte du Russe Anton Tchekhov jouée pour la première fois en 1889.

## Histoire
L'œuvre constitue la suite naturelle d'une autre pièce acte en un acte, Une demande en mariage, que Tchekhov avait écrite l'année précédente. 
Ce court travail met en scène un dîner de mariage au cours duquel sont confrontés des personnages appartenant à la petite bourgeoisie russe, dans une atmosphère où l'envie de « se présenter » aux époux et à leurs familles se heurte à leurs modestes possibilités économiques. Tchekhov présente donc avec une ironie subtile et triste cette comédie pleine de malentendus. 
Les critiques soulignent que, dans cette œuvre mineure, les thèmes que Tchekhov développera plus tard dans ses œuvres principales sont évidents, à savoir le déclin qui caractérise la fin d'une époque et la naissance d'une nouvelle, à laquelle ses personnages semblent incapables de s'adapter. 
Le thème du mariage sera repris plus tard avec des accents similaires par d'autres grands auteurs théâtraux, comme Vladimir Maïakovski (La Punaise, 1928) et Bertolt Brecht (La Noce chez les petits bourgeois, 1919).

## Rôles
- Evdokim Zakharovitch Jigalov
- Nastassia Timofeïevna
- Dachenka
- Epaminond Maximovitch Aplombov
- Fiodor Yakovlevitch Revounov-Karaoulov
- Andreï Andreïevitch Nounine
- Anna Martinovna Zmeïoukina
- Ivan Mikhaïlovitch Yats
- Harlampi Spiridonovitch Dimba
- Dmitri Stepanovitch Mozgovoï

## Adaptations à l'écran
- La Noce (1944, URSS)
- Il matrimonio d'Antonio Petrucci (1954, Italie)